# پتروس مارکاریس
پتروس مارکاریس (ارمنی: Պետրոս Մարկարիս؛ یونانی: Πέτρος Μάρκαρης؛ انگلیسی: Petros Markaris؛ زادهٔ ۱ ژانویهٔ ۱۹۳۷) زبان‌شناس، فیلم‌نامه‌نویس، مترجم، نویسنده و شاعر ارمنی‌تبار اهل یونان است.

## زندگی‌نامه
وی در ۱ ژانویه ۱۹۳۷ در هیبلی آدا از پدری کارآفرین ارمنی و مادری یونانی به دنیا آمد. وی همچنین برنده جوایزی همچون مدال گوته شد.

## گزیده فیلم‌شناسی
از فیلم‌ها یا برنامه‌های تلویزیونی که وی در آن نقش داشته‌است می‌توان به روزهای ۳۶، ابدیت و یک روز اشاره کرد.

## نگارخانه

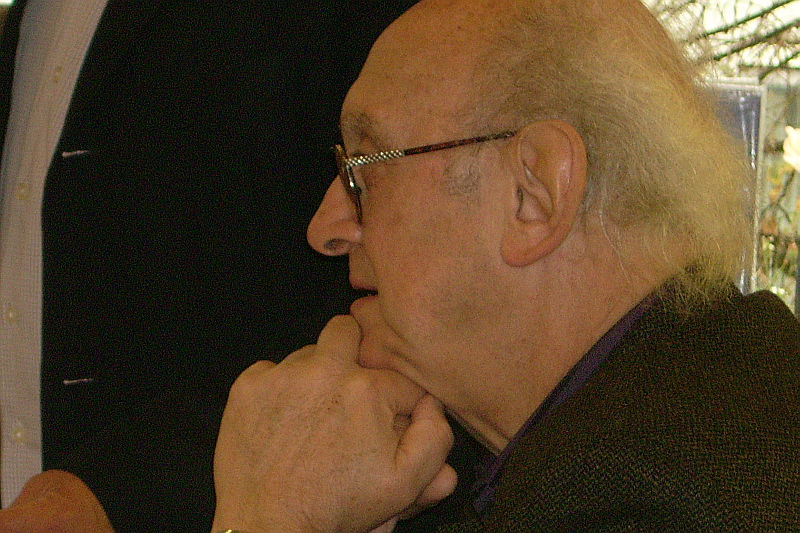